# Hopkinton State Park
Der Hopkinton State Park ist ein State Park im US-amerikanischen Bundesstaat Massachusetts. Er befindet sich im Middlesex County zwischen Ashland und Hopkinton und wird vom Massachusetts Department of Conservation and Recreation (DCR) überwacht. 
Der etwa sechs Quadratkilometer große Park wurde von der „Great Places in Massachusetts Commission“ zu den „1000 Orten, die man in Massachusetts besuchen sollte“ („1,000 Places to Visit in Massachusetts“) hinzugefügt.
Im Park existieren neben mehreren Wanderwegen ein Badesee mit Stränden, das vom Badesee durch einen Damm abgegrenzte und zur Trinkwasserversorgung der Metropolregion Greater Boston genutzte „Hopkinton Reservoir“, Mountainbikepfade und ein Lehrcamp für Kinder, in welchem diese Segeln, Kajakfahren, Kanufahren und Windsurfen lernen können. 
Darüber hinaus gibt es im Park die Möglichkeit zu reiten, zu wandern und zu angeln. Im Winter ist es zudem möglich, Langlauf zu betreiben und Schneemobil zu fahren.